# انجمن فیلارمونیک تهران
انجُمن فیلارمونیک تهران نام انجمنی است که در سال ۱۳۳۲ توسط چند تن از علاقه‌مندان به موسیقی کلاسیک با هدف ترویج موسیقی علمی و تشویق و راهنمایی دوستداران این موسیقی تأسیس شده‌است.

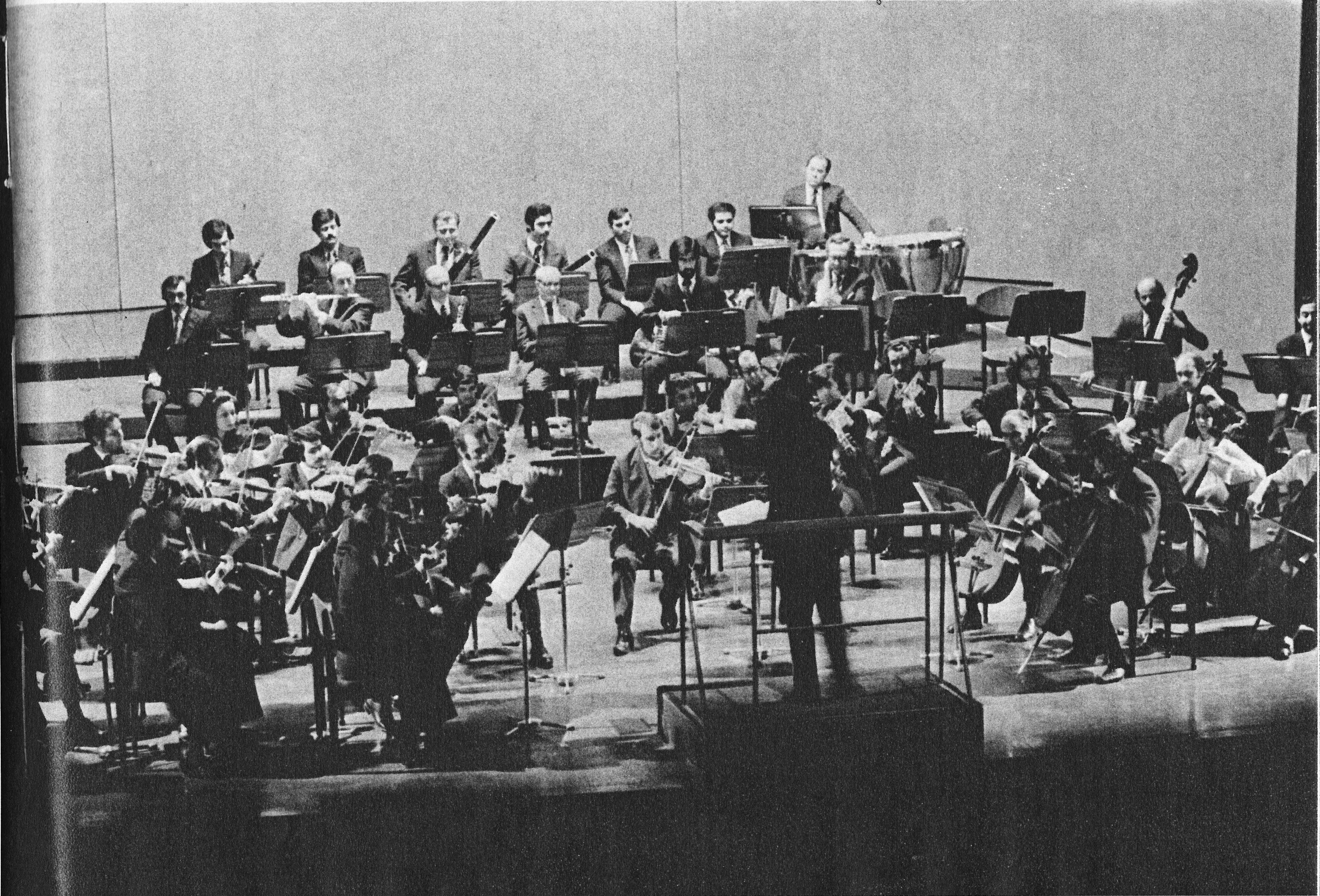
ارکستر فیلارمونیک تهران

## تاریخچه

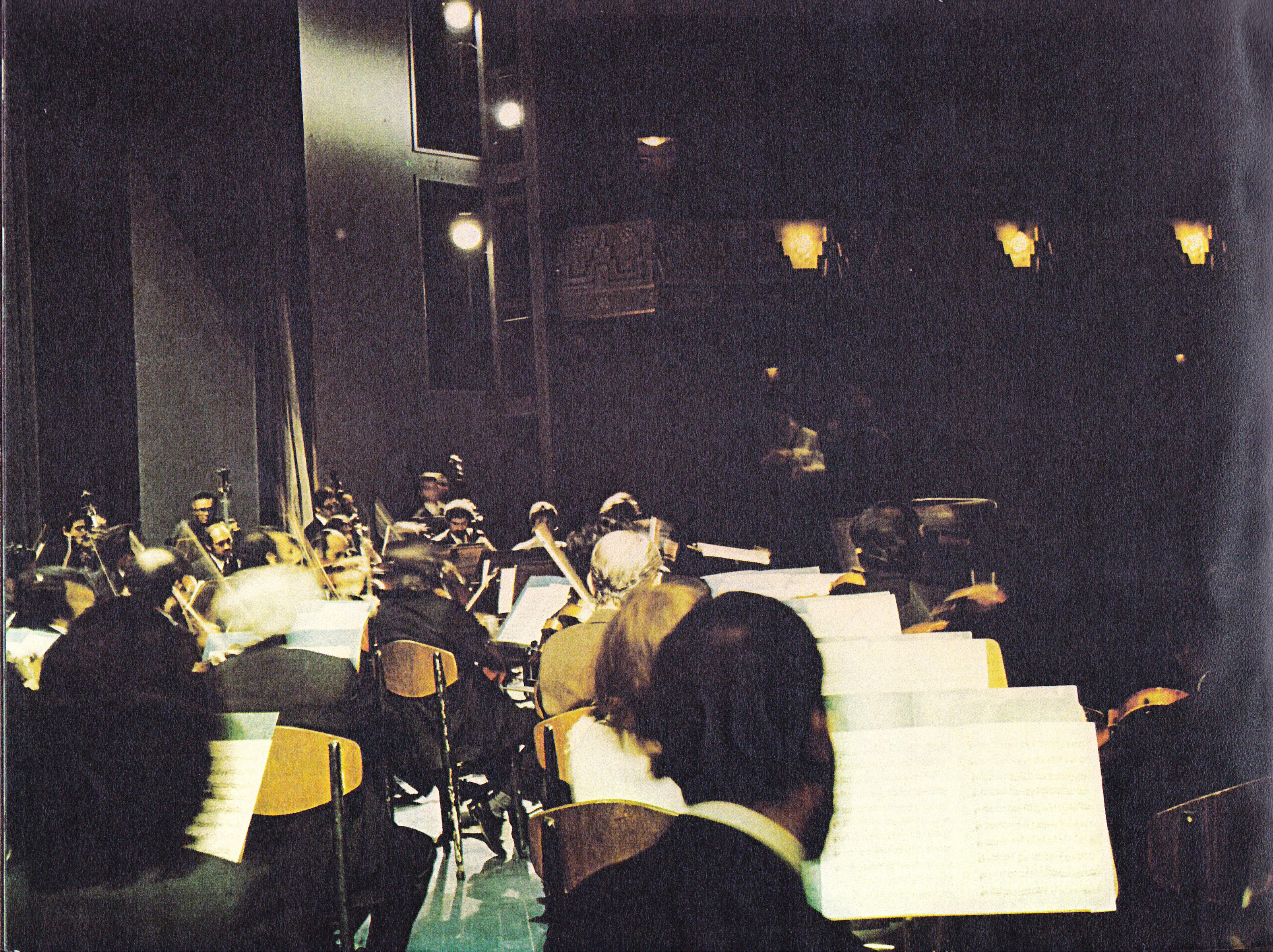
ارکسترفیلارمونیک تهران

انجمن فیلارمونیک تهران در سال ۱۳۳۲ اساسنامهٔ اولیهٔ انجمن نوشته شد و حسین علاء به عنوان رئیس افتخاری برگزیده شد. اعضای هیئت مدیره انجمن نیز عبارت بودند از: عبدالرضا نائینی (رئیس هیئت مدیره)، ابراهیم کاشانی (خزانه‌دار)، فؤاد روحانی (دبیر).
در پیشرفت فعالیت‌های انجمن فیلارمونیک تهران افرادی همچون: ادوارد ژوزف، «جواد امینی»، «آذین فر» و «طاهری» نقش برجسته‌ای داشته‌اند. لازم است ذکر شود در برخی منابع بنیان نهادن انجمن فیلارمونیک تهران در آبان سال ۱۳۳۲ را به «ادوارد ژوزف» نسبت داده‌اند.در سال ۱۳۳۹ «حشمت سنجری» رهبر ارکستر فیلارمونیک تهران شد.
از سال ۱۳۴۲ انجمن فیلارمونیک تهران به ریاست فرح پهلوی برای پشتیبانی از ارکستر فیلارمونیک تهران به کار خود ادامه داد و صاحب پشتیبانی مالی و سازمانی شد. انجمن فیلارمونیک تهران نهادی بود غیرانتفاعی و مردمی و همه درآمدهای آن برای گسترش و همگانی‌کردن موسیقی علمی از راه سازمان دادن به کنسرت‌های ارکستر فیلارمونیک تهران استفاده می‌شد.

## اهداف
فیلارمونی واژه‌ای یونانی است به معنی دوست‌دار هارمونی یا موسیقی است. موسیقی در آغاز ویژه دربار پادشاهان بود بدین ترتیب از قرن نوزدهم میلادی مردم عادی خود، ارکسترهای فیلارمونیک را بنیان‌گذاشتند. برای نمونه مردم وین در قرن هیجدهم می‌خواستند که موسیقی درباری را بشنوند از این رو، یک انجمن فیلارمونیک بنیان کردند. یکی از نخستین اپراهایی که در تئاتر مردمی به‌نمایش درآمد «فلوت سحرآمیز» موتزارت بود. در سال‌های پایانی قرن هیجدهم موسیقی به صورت کنسرت درآمد و هزینه برپایی تاترها و کنسرت‌ها را مردم عادی از جیب خود پرداختند. در قرن نوزدهم به وسیله مردم انجمن‌های فیلارمونیک بنیان شدند تا پیوسته کنسرت‌ها را سازمان دهند. این انجمن‌های فیلارمونیک خود ارکستری داشتند که اعضای آن مانند کارمندان دایمی آن انجمن بودند و حقوق ماهانه دریافت می‌کردند و آن‌ها را ارکستر فیلارمونیک نامیدند. معمولاً نام ارکسترها واژه فیلارمونیک را دربرداشت مانند ارکستر فیلارمونیک درزدن که ۱۸۷۰ بنیان شد. ساختمانی که در آن ارکستر فیلارمونیک کنسرت می‌دهد را فیلارمونی می‌گویند مانند ساختمان فیلارمونی برلین که هانس شارون آن را در سال ۱۹۶۳ ساخت.
هدف انجمن فیلارمونیک ایران گسترش موسیقی علمی و ایجاد انگیزه و راهنمایی دوست‌داران این هنر از راه انداختن کنسرت ارکستر فیلارمونیک تهران، نشست‌های گوش دادن به صفحه‌های موسیقی و برگزاری سخنرانی‌ها دربارهٔ جنبه‌های علمی و فنی و تاریخی و فلسفی موسیقی و بنیان کتابخانه و چاپ مجلات موسیقی و غیره بود.
انجمن فیلارمونیک تهران در تاریخ آغاز به کار، در سال ۱۳۳۲ کوشش کرد تا فعالیت‌های خود را برای آشنایی دوست‌داران هنر و جوانان و دانشجویان همواره گسترش دهد و برای رسیدن به این هدف، استفاده از برنامه‌های کنسرت ارکستر فیلارمونیک تهران را برای دوست‌داران این موسیقی، بسیار ساده و ارزان کرد.

## فعالیت‌ها
فعالیت‌های انجمن فیلارمونیک ایران به‌ویژه کنسرت‌های ارکستر فیلارمونیک تهران مورد توجه دوست‌داران این موسیقی به ویژه دانشجویان قرار گرفت. انجمن برای ادامه فعالیت‌های هنری خود و پرداخت هزینه‌ها از عضوهای خود، حق عضویت دریافت می‌کرد که هرسال یرای هر نفر ۱۰۰۰ ریال، برای یک زوج ۱۸۰۰ ریال و برای دانشجویان ۳۰۰ ریال بود.
دریافت حق عضویت و درآمدهایی که با برگزاری کنسرت‌های ارکستر فیلارمونیک تهران به دست می‌آمد همه بر اساس تصمیم‌های هیئت مدیره برای برگزاری برنامه‌های هنری و کنسرت‌های دیگر استفاده می‌شد. انجمن کوشش می‌کرد که از هنرمندان پرآواره داخلی و خارجی برای برگزاری برنامه‌های خود استفاده‌کند.
در سال‌های ۱۳۴۱ تا ۱۳۵۶ فعالیت‌های ارکستر فیلارمونیک تهران به رهبری حشمت سنجری بیش ار پیش گسترده شد. در این مدت، تا زمان پیروزی انقلاب ۱۳۵۷ ایران انجمن فیلارمونیک تهران بیش از ۹۰۰ کنسرت در شهرهای مختلف ایران برگزار کرد. در این هنگام انجمن فیلارمونیک بیش از ۱۲۰۰ عضو داشت. ارکستر فیلارمونیک تهران با حضور موسیقی‌دانان، نوازندگان، رهبران و سولیست‌های مطرح جهانی، برنامه‌هایی را به اجرا گذاشت. هنرمندانی مانند یهودی منوهین، هربرت فون کارایان، زوبین مهتا و «ایزک اشترن» از آن جمله بودند.

## انقلاب ۱۳۵۷ ایران
پس از انقلاب سال ۱۳۵۷ ایران بیشتر موسیقی‌دانان، ارکستر فیلارمونیک تهران را ترک کردند و فعالیت‌های انجمن پایان یافت.
در سال ۱۳۸۳ «مرسده بایگان» همسر «حشمت الله سنجری» و رئیس هیئت مدیره انجمن فیلارمونیک ایران از برگزاری مراسمی به مناسبت پنجاهمین سالگرد تأسیس انجمن خبر داد. در این هنگام «شهرام هدایت» مدیر امور اداری، حسین دهلوی، حسن ریاحی، «مرسده بایگان»، «محمد طاهری»، «تهمتن یلدا»، «ژانت لازاریان» اعضای هیئت مدیره انجمن را تشکیل می‌دادند. همچنین مشاوران عالی هنری انجمن مصطفی کمال پورتراب، محمد سریر و «جواد امینی» بودند.